# Changement d'ambiance
Changement d'ambiance è un singolo dell'album L'école des points vitaux del gruppo rap Sexion d'Assaut.